# Riserva regionale Lago Pantano di Pignola
La riserva regionale Lago Pantano di Pignola è un'area naturale protetta situata nel comune di Pignola, in provincia di Potenza. La riserva occupa una superficie di 155,00 ettari ed è stata istituita nel 1984 per tutelare una serie di ambienti di alto interesse e valore naturalistico. La sua importanza a livello nazionale ed internazionale si evidenzia con gli appellativi di zona ZPS (Zona Protezione Speciale) e RAMSAR ( Convenzione sulle zone umide di importanza internazionale). La Riserva, inoltre, è riconosciuta anche sito di interesse comunitario (SIC). La sua gestione viene affidata al WWF Italia che dal 2002 vi opera attraverso la Cooperativa Nova Terra con una serie di iniziative ed attività rivolte a valorizzare , promuovere e conservare tale territorio. La cooperativa Nova Terra ha istituito un Centro di Educazione Ambientale, ufficialmente riconusciuto dalla Regione Basilicata. Le scuole vengono coinvolte con percorsi didattici dentro e fuori la Riserva. Il Percorso Natura dell'Oasi prevede sempre l'accompagnamento di una guida affinché non risulti solo una passeggiata nel verde, ma un piccolo viaggio alla scoperta degli animali e delle specie erbacee tipiche della zona.

## Territorio
Il territorio è caratterizzato da un Lago che è il fulcro della riserva naturale. Oltre a quest'ultimo sono presenti anche alcune montagne limitrofe. La riserva naturale è completamente inglobata nel comune di Pignola.

## Fauna
L'habitat della riserva permette a molte specie di mammiferi(come la volpe, la faina, la donnola), numerosi uccelli d'acqua e non( il cigno, la garzetta, il germano reale, e tanti altri). La fauna ittica, secondo le indagini dell'Arpa Basilicata. è composta da tinche (unica specie autoctona), lucci e pesci persico (per transfaunazione dal distretto Padano-veneto), scardole ( di origine incerta) e carpe, carassi, pesci gatto, gambusie, pseudorasbore, persici sole e persici trota (specie alloctone). In passato erano segnalati anche alborelle e cavedani.
Le specie di uccelli censite sono oltre 150 di cui molte nidificanti; sono circa 1500 le specie dell'entomofauna di cui 995 specie appartenenti a 68 famiglie di coleotteri diurni e notturni, di queste 11 sono nuove per l'Italia meridionale, 5 per l'Italia e una è risultata completamente nuova per la scienza (Tychus angelenii); oltre ad anfibi, rettili e mammiferi dei quali si conosce poco. Molte specie rare e a rischio estinzione.
La famiglia dei rapaci diurni è molto ben rappresentata nella Riserva Regionale Lago di Pignola. Tutte le specie sia diurne (falchi, nibbi, poiane) che notturne (gufi, allocchi, barbagianni e civette) svolgono in natura un ruolo fondamentale, selezionano gli animali più anziani, malati o addirittura morti effettuando così un importante lavoro di "pulizia" dell'ambiente in cui vivono. Si tratta di un gruppo misto di uccelli, generalmente magnifici in volo, che vivono tra i 10 ed i 30 anni a seconda della specie. Sono protetti in tutto il mondo ed il Lago di Pignola ospita uno dei CRAS (Centro Recupero Animali Selvatici della Provincia di Potenza) più attivi del sud Italia.

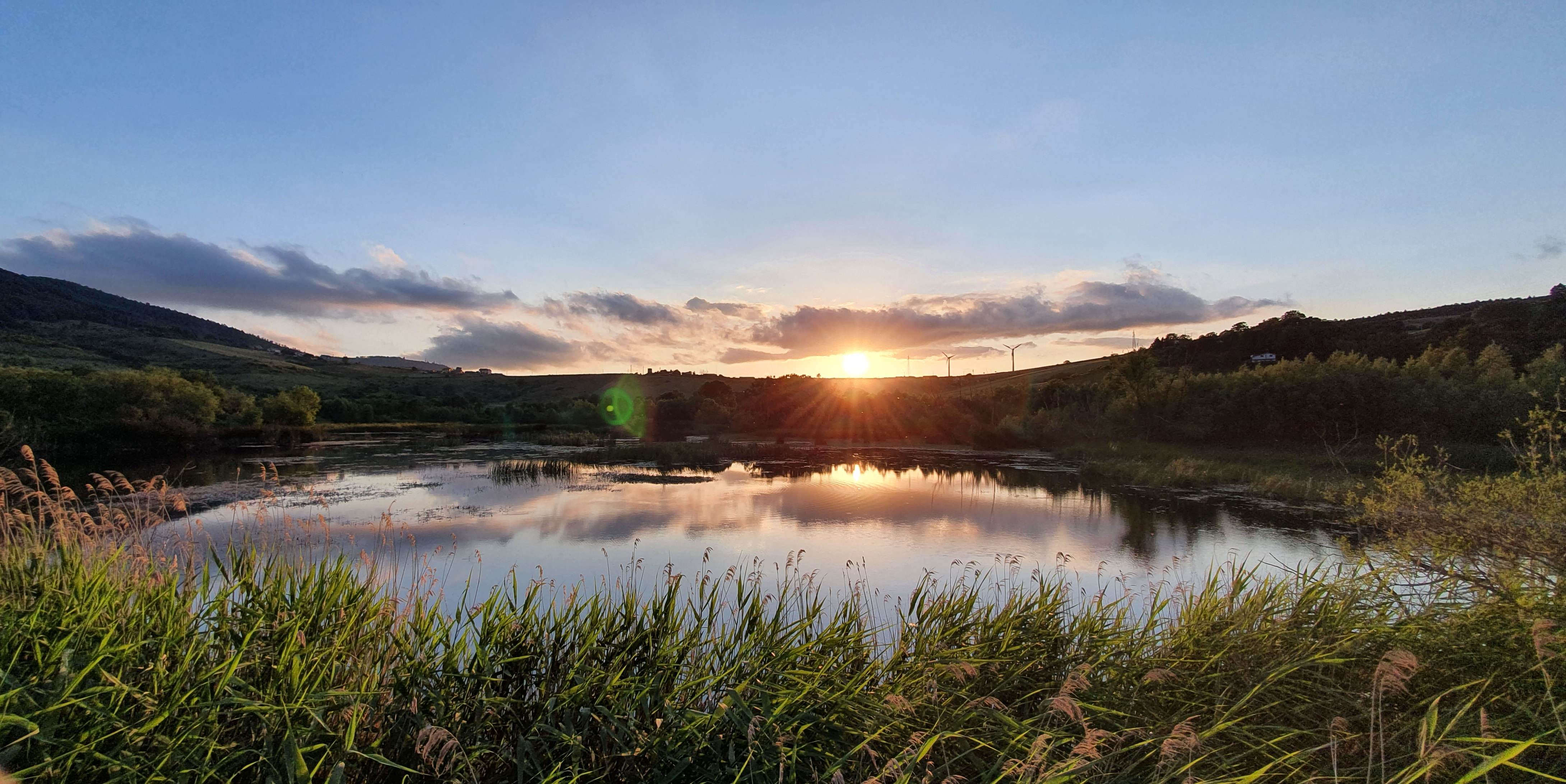
Tramonto sul Lago

Le specie di uccelli più facili da osservare o di maggior interesse naturalistico sono: folaga, germano reale, svasso maggiore, tuffetto, mestolone, alzavola, picchio verde, martin pescatore, pendolino.

## Flora
Attualmente è possibile riconoscere essenzialmente 4 formazioni vegetazionali, sulla base degli studi effettuati da O. Gavioli:
1) arbustiva ed arborea
2) lacustre
3) palustre
4) prativa
Tali formazioni si riscontrano nel bosco umido di salici e pioppi, nel lago più profondo (fino a 7-8metri) nella palude (che si presenta quasi asciutta nel periodo estivo e pressoché ricoperta di ghiaccio nel periodo invernale), e nel prato selvatico con fioritura continua di diverse specie nel corso dell'anno. Le specie più rappresentative sono: il salice bianco, il pioppo nero, canna palustre, giunco, tifa e lingua d'acqua.
A seguito dell'evoluzione naturale il bosco e l'intera riserva si sono arricchiti di numerose specie di alberi e arbusti. Tra i fruttiferi selvatici sono numerose le piante di melo selvatico (Malus sylvestris), ciliegio selvatico (Prunus avium), pero selvatico (Pyrus pyraster), sorbo (Sorbus avium), pruni (prunus spp) e di noce (Junglas regia), nocciolo (corylus avellanae). Tra gli arbusti la principale è la rosa selvatica (rosa canina).